# Heroico Cuerpo de Bomberos de la Ciudad de México
El Heroico Cuerpo de Bomberos de la Ciudad de México es el cuerpo de bomberos oficial de la capital de México. Tiene como objetivo principal proteger la vida y el patrimonio de los ciudadanos, así como el medio ambiente, en las dieciséis alcaldías de la Ciudad de México, proporcionando servicios médicos de emergencia, primordialmente el control y extinción de incendios, así como técnicas de rescate en accidentes de todo tipo y respuesta ante riesgos biológicos, químicos y radiactivos.
Es un órgano descentralizado del Gobierno de la Ciudad de México y en 2015 mil 900 elementos atendían un promedio de 160 emergencias diarias. Su sede central es la estación Comandante Leonardo del Frago, ubicada en la avenida Fray Servando Teresa de Mier en el Centro Histórico de la Ciudad de México.

## Organización

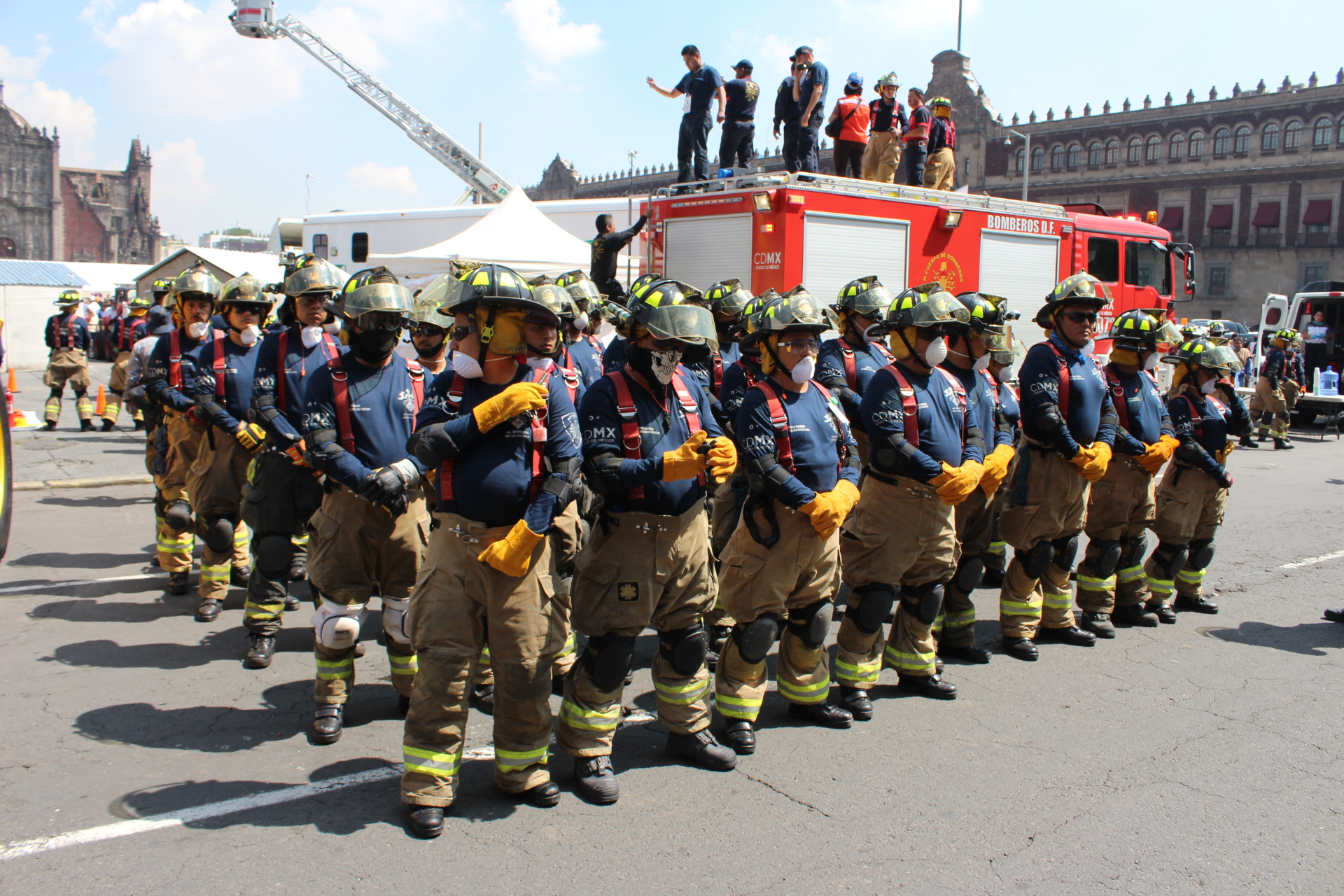
Bomberos en la Plaza de la Constitución durante el megasimulacro por el 30 aniversario del terremoto de México de 1985.

La estructura orgánica del Heroico Cuerpo de Bomberos se compone de various departamentos, incluyendo la Dirección General, la Dirección Operativa 1 y 2, el Órgano Interno de Control, la Coordinación Jurídica, la Dirección de Administración y Finanzas, la Dirección de la Academia de Bomberos y la Dirección Técnica.

### Instancias administrativas, operativas, de consulta y de apoyo
- Junta de Gobierno
- Director general (Primer superintendente)
- Director operativo (Segundo superintendente)
- Director técnico (Segundo superintendente)
- Director Academia de Bomberos (Segundo superintendente)
- Director administrativo (Segundo Superintendente)
- Jefes de Estación y Subestación (Primer Inspector)
  - Jefe de Servicio por Turno
  - Oficiales adscritos a la Estación
- Consejo del Heroico Cuerpo de Bomberos del Distrito Federal
- Patronato del Heroico Cuerpo de Bomberos del Distrito Federal
- Contraloría  Interna

### Niveles jerárquicos
- Primer superintendente
- Segundo superintendente
- Primer inspector
- Segundo inspector
- Subinspector
- Primer oficial
- Segundo oficial
- Suboficial
- Bombero primero
- Bombero segundo
- Bombero tercero
- Bombero

## Funciones y servicios
El Heroico Cuerpo de Bomberos atiende una variedad de emergencias, incluyendo incendios, fugas de gas, incidentes vehiculares, árboles caídos, riesgos por anuncios espectaculares, rescate de fauna, búsqueda y rescate de personas, entre otros. Además, brinda servicios para prevenir riesgos de incendio y fugas de gas, fomentando la colaboración con la población en escuelas, unidades habitacionales, museos e instalaciones estratégicas. También atiende a personas con riesgos de suicidio, inundaciones, encharcamientos, cables sueltos, búsqueda de personas no localizadas y exhumaciones requeridas por autoridades competentes.
Estos servicios se clasifican en varias categorías:
- Incendios: extinción de incendios estructurales, forestales, y en pasto, además de responder a flamazos y explosiones.
- Incidentes relacionados con agua y aire: manejar inundaciones, encharcamientos, y accidentes con cables eléctricos.
- Salvamento de vida: rescate de personas en diversas situaciones, incluyendo accidentes terrestres y aéreos.
- Búsqueda y rescate de fauna: manejar la captura de fauna nociva y abejas.
- Derrumbes: asistir en derrumbes producto de sismos, colapsos y otros factores.
- Otros servicios: gestión de derrames de fluidos, proveer agua y prevención de riesgos.

## Instalaciones

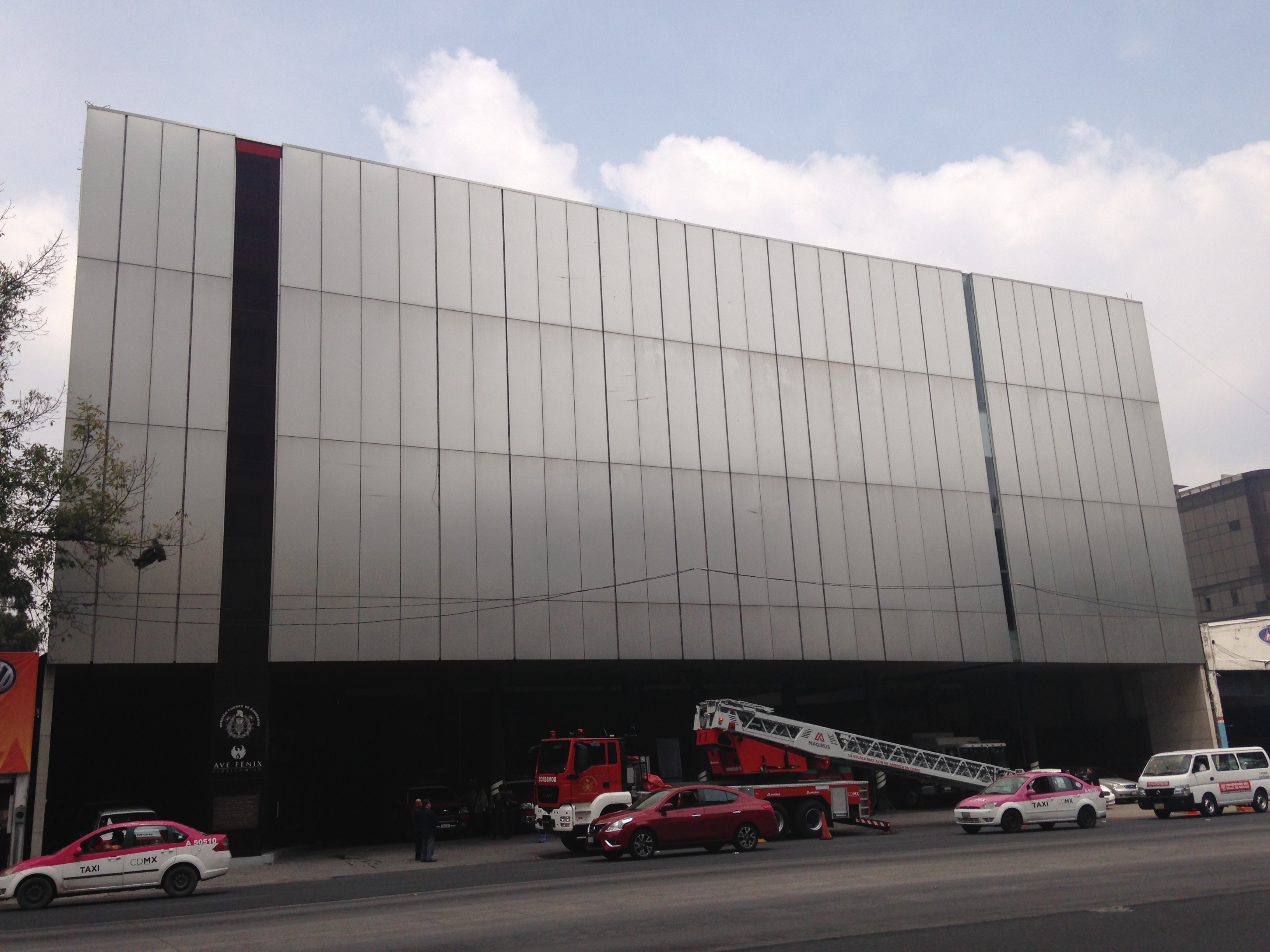
Estación Comandante Eulalio Mujica Pérez en la Avenida de los Insurgentes.

Cuenta con 23 instalaciones repartidas estratégicamente en toda la Ciudad de México.
- Estación Central Comandante Leonardo del Frago en Venustiano Carranza
- Estación Comandante José Saavedra del Razo en Gustavo A. Madero
  - Subestación Saavedra en Gustavo A. Madero
- Estación Comandante Agustín Pérez Martínez en Azcapotzalco
- Estación Comandante Antonio Pimentel en Miguel Hidalgo
- Estación Comandante Artemio Venegas Mancera en Miguel Hidalgo
- Estación Comandante Evodio Alarcón García en Tlalpan
- Estación Comandante Juan Gómez Rodríguez en Tláhuac
- Estación Comandante Benito Pérez González en Cuajimalpa
  - Subestación Cuajimalpa en Cuajimalpa
- Estación Comandante Isidoro Solache en Álvaro Obregón
  - Subestación Álvaro Obregón en Álvaro Obregón
- Estación Comandante Jesús Blanquel Corona en Iztapalapa
- Estación Comandante Felipe Zepeda Díaz en Iztapalapa
  - Subestación Iztapalapa ll en Iztapalapa
- Estación Comandante Ignacio Ponce de León Méndez en Xochimilco
- Estación Comandante Enrique Padilla Lupercio en Benito Juárez
- Estación Comandante Miguel Félix Bravo en Coyoacán
- Estación Comandante Eulalio Mujica Pérez en Cuauhtémoc
- Estación Comandante Alejandro Aguilar López en Magdalena Contreras
  - Subestación Magdalena Contreras en Magdalena Contreras
- Estación en Iztacalco
- Estación en Milpa Alta